# Usnarz Górny
Usnarz Górny [ˈusnaʂ ˈɡurnɨ] est un village polonais de la gmina de Szudziałowo dans le powiat de Sokółka et dans la voïvodie de Podlachie. Il se situe à environ 8 kilomètres au nord-est de Szudziałowo, à 20  kilomètres au nord-est de Sokółka et à 47 kilomètres au nord-est de Białystok. 